# Zenički muftiluk
Zenički muftiluk, muftijstvo Islamske zajednice u Bosni i Hercegovini koje djeluje na području Bosne i Hercegovine. Sjedište muftijstva je u Zenici. Trenutačni muftija je hfz. Mevludin ef. Dizdarević (od 2019.).

## Organizacija
Zeničkom muftiluku pripada sedam medžlisa (odbora) Islamske zajednice i to su: Doboj, Maglaj, Tešanj, Teslić, Zavidovići, Zenica i Žepče, koji su dalje podijeljeni na džemate. Džemati čine najmanje organizacione jedinice Islamske zajednice.

## Muftije
| #  | Ime i prezime                | Mandat započeo | Mandat završen | Napomene |
| -- | ---------------------------- | -------------- | -------------- | -------- |
| 1. | hfz. Halil ef. Mehtić        | 1993.          | 1997.          |          |
| 2. | Ejub ef. Dautović            | 1997.          | 2019.          |          |
| 3. | hfz. Mevludin ef. Dizdarević | 2019.          | Trenutačno     |          |

## Vanjske poveznice
- Službene stranice Zeničkog muftiluka